# Marthi Pritzker-Ehrlich
Marthi Pritzker-Ehrlich (* 23. September 1944 in Zürich als Martha Luise Ehrlich; † 9. April 1998 in Aarau) war eine Schweizer Historikerin.

## Leben
Pritzker-Ehrlich wurde als Tochter von Kurt Ehrlich, Jurist, und Eva Ehrlich-Mittler in eine jüdisch-christliche Familien hineingeboren. Im ländlichen Kilchberg wuchs sie in einer Grossfamilie auf und erlebte eine glückliche Kindheit, die im Alter von zwölf  Jahren ein jähes Ende nahm. Vier von acht Familienmitgliedern kamen durch Krankheit und Unfall um. 1964-1975 Studium an der Universität Zürich; 1981 an der Universität Zürich in Geschichte promoviert. Sie arbeitete dann zehn Jahre lang als Gymnasiallehrerin an der Alten Kantonsschule Aarau, bevor sie freischaffende Historikerin wurde und sich den Themen Migration und gesellschaftliche Gewalt widmete.
Das von ihr wissenschaftlich zusammengestellte und in drei Teilen gegliederte Familienarchiv der Pritzker-Ehrlichs befindet sich im Archiv für Zeitgeschichte.
Sie verfasste auch Radio-Features.
Von 1970 bis zu ihrem Tod 1998 war sie mit Andreas Pritzker verheiratet.

## Werke
- Michael Schlatter von St. Gallen (1716–1790). Eine biographische Untersuchung zur schweizerischen Amerikaauswanderung des 18. Jahrhunderts. Dissertation. Zürich 1981.
- Andreas Pritzker (Hrsg.): Schweizer Scharfrichterkandidaten 1938/1939. Lang, Frankfurt am Main 1993. (Neuauflage ergänzt durch fünf Aufsätze der Autorin zum selben Thema. Lang, Bern 1999). ISBN 3-906763-27-7.
- Boris Pritzker: „Sehnsucht nach der Erfüllung“ – Forschungen zu Psychose und Psychopharmaka 1940–1948. Zum 125-Jahr-Jubiläum der Psychiatrischen Klinik Königsfelden. Hrsg. von Marthi Pritzker-Ehrlich. Frieling, Berlin 1997, ISBN 3-8280-0308-7.
- Jüdisches Emigrantenlos 1938/1939 und die Schweiz – Eine Fallstudie. Lang, Bern 1998, ISBN 3-906760-34-0.
- Gestörte Bürgerlichkeit. Zeugnisse einer jüdisch-christlichen Familie in Briefen, Dokumenten und Bildern. Munda, Brugg 2007. (unvollendet; aus ihrem Nachlass dann herausgegeben von ihrem Mann Andreas Pritzker)
  - Band 1 (Zeitraum 1802–1937), ISBN 978-3-9523161-0-8.
  - Band 2 (Zeitraum 1938–1948), ISBN 978-3-9523161-1-5.